# Amphicoma tonkinea
Amphicoma tonkinea es una especie de coleóptero de la familia Glaphyridae.

## Distribución geográfica
Habita en Tonkin (Vietnam).